# Baarle-Nassau
Baarle-Nassau és un municipi de la província del Brabant del Nord, al sud dels Països Baixos. L'1 de gener del 2009 tenia 6.690 habitants repartits sobre una superfície de 76,30 km² (dels quals 0,01 km² corresponen a aigua). Limita al nord amb Alphen-Chaam, a l'oest amb Hoogstraten, a l'est amb Ravels i al sud amb Hoogstraten, Baarle-Hertog, Merksplas i Turnhout.

## Centres de població
Baarle-Nassau Grens, Boshoven, Castelré, Driehuizen, Eikelenbosch, Gorpeind, Grens/Ghill, Heesboom, Heikant, Hoogeind, Huisvennen, Keizershoek, Klein-Bedaf, Liefkenshoek, Loveren, Maaijkant, Nieuwe Strumpt, Nijhoven, Oude Strumpt, Reth, Reuth, Tommel, Ulicoten, Veldbraak i Voske.

## Ajuntament
- CDA 5 regidors
- Keerpunt '98 3 regidors
- Fractie Ulicoten 2 regidors
- VPB 2 regidors
- VVD 1 regidor